# Девушка с татуировкой дракона (фильм, 2011)
«Де́вушка с татуиро́вкой драко́на» (англ. The Girl with the Dragon Tattoo) — мистический триллер в стиле неонуар 2011 года, девятый полнометражный фильм Дэвида Финчера по сценарию Стивена Заилляна снятый по одноимённому роману шведского писателя Стига Ларссона 2005 года. В главных ролях снимались Дэниел Крейг в роли журналиста Микаэля Блумквиста и Руни Мара в роли Лисбет Саландер. Фильм рассказывает историю расследования Блумквиста, целью которого было выяснить, что случилось с девушкой из богатой семьи, которая исчезла 40 лет назад. Он прибегает к помощи Лисбет Саландер, компьютерного хакера.
Sony Pictures Entertainment приступила к разработке фильма в 2009 году, совместного производства США, Великобритании, Швеции и Германии. Компании потребовалось несколько месяцев, чтобы получить права на роман, а также нанять Заилляна и Финчера. Процесс отбора на главные роли был изнурительным и напряженным; Крейг столкнулся с конфликтами в расписании, и на роль Лисбет Саландер искали нескольких актрис. На написание сценария ушло более шести месяцев, включая три месяца анализа романа.
Премьера фильма состоялась на Одеон Лестер-сквер в Лондоне 12 декабря 2011 года, а в США он был выпущен 21 декабря компанией Sony Pictures Releasing. Фильм имел критический и коммерческий успех, собрал в прокате 232,6 миллиона долларов при бюджете в 90 миллионов долларов и получил широкое признание критиков, которые высоко оценили игру Крейга и Мары, а также режиссуру Финчера, партитуру, тональность фильма и визуальные эффекты. Фильм был выбран Национальным советом по рецензированию как один из десяти лучших фильмов 2011 года и был кандидатом на многочисленные награды, выиграв, среди прочего, премию «Оскар» за лучший монтаж, в то время как игра Мары принесла ей номинацию на премию «Оскар» за лучшую женскую роль на 84-й церемонии вручения премии «Оскар».
Мягкая перезагрузка и сиквел Девушка, которая застряла в паутине были выпущены в октябре 2018 года.

## Сюжет
Микаэля Блумквиста (Дэниел Крэйг), совладельца журнала «Миллениум», суд признал виновным в клевете на бизнесмена Веннерстрёма. Блумквист приговорён к выплате денежной компенсации, лишающей его почти всех сбережений. Девушка-хакер Лисбет Саландер (Руни Мара) составляет для Хенрика Вангера (Кристофер Пламмер), крупного промышленника и бизнесмена, в настоящее время отошедшего от дел, подробное досье на Блумквиста, которого Вангер планирует взять на работу. Заключение Лисбет: Блумквист «чист и честен».
Адвокат Хенрика Вангера, Дирк Фруде, приглашает Блумквиста в фамильное имение в Хедестаде. Хенрик Вангер поручает Блумквисту раскрыть тайну исчезновения его племянницы Харриет Вангер, которая исчезла на острове 40 лет назад. Старик предоставляет все материалы, которые у него имеются, включая подробные полицейские отчёты. Хенрик уверен, что Харриет убил один из членов клана Вангеров: кто-то посылает Хенрику прессованные цветы, подобные тем, что Харриет дарила ему на дни рождения. Он подозревает, что их посылает её убийца. Хенрик обещает Блумквисту высокий гонорар и возможность реабилитироваться по делу Веннерстрёма за счёт имеющегося на того компромата. Блумквист живёт в коттедже на территории острова. Он составляет генеалогическое древо клана Вангер. Сесилия Вангер, кузина Харриет, подсказывает Блумквисту, что её сестра, Анита, была близка с Харриет больше, чем остальные. Блумквист отправляется к Аните (Джоэли Ричардсон) в Лондон, но та отказывается помогать: она сбежала из семьи, когда ей было восемнадцать лет, и ничего не хочет знать о своих родных.
Блумквист находит записную книжку Харриет, в которой обнаруживает список женщин с пятизначными номерами напротив каждого имени. Отставной полицейский Густав Морелль, который в молодости вёл дело Харриет, предполагает, что это телефонные номера, однако связать с именами их не удалось. Приехавшая навестить Блумквиста его дочь Пернилла, увлекающаяся современными религиозными течениями, замечает, что цифры соответствуют библейским стихам. Каждый стих исходит из книги Левит и описывает преступления на религиозной почве, совершавшиеся в Швеции на протяжении многих лет. Любовница Блумквиста, а по совместительству и владелец журнала «Миллениум», Эрика Бергер (Робин Райт), приезжает на остров. Она понимает, что из-за проигрыша дела Веннерстрёма журнал на грани банкротства, поэтому соглашается на предложение Хенрика и его племянника, действующего генерального директора концерна Вангер, Мартина Вангера (Стеллан Скарсгард), инвестировать в журнал. Вскоре после этого у Хенрика случается сердечный приступ, а семья Вангеров просит Блумквиста остановить расследование их семейных тайн.
Хотя Лисбет Саландер уже совершеннолетняя, у неё есть опекун, приставленный к ней в связи с диагностированным в детстве расстройством психики. Долгое время её опекуном был Хольгер Пальмгрен, но у того случается инсульт. Новый опекун, адвокат Нильс Бьюрман (Йорик ван Вагенинген), начинает контролировать финансы Саландер и пытается контролировать её жизнь. Когда Лисбет обращается к нему с целью получить деньги на новый компьютер, Бьюрман соглашается выдать их при условии, что она сделает ему минет. Несколько дней спустя Саландер просит ещё больше денег на продукты и встречается с Бьюрманом в его квартире, где подвергается жёсткому сексуализированному насилию со стороны своего опекуна. Однако через некоторое время она назначает с ним новую встречу у него же дома, обездвиживает его электрошокером, привязывает голого к кровати, вставляет в задний проход дилдо и сообщает, что последнее изнасилование она засняла на скрытую камеру. Она шантажирует Бьюрмана, что покажет видео, где он насилует её, всем СМИ, если он не вернёт ей контроль над своими финансами и не станет способствовать тому, чтобы её признали вменяемой и дееспособной. А чтобы он не забывал о происшедшем, она делает ему татуировку на животе со словами: «Я насильник и свинья».
Тем временем Фруде предлагает Блумквисту взять в напарники Саландер и показывает Блумквисту свой очень подробный отчёт. Микаэль приходит в квартиру к Саландер, чтобы предложить ей сотрудничать с ним в поисках убийцы Харриет. Саландер сопоставляет стихи с сериями убийств, произошедших с конца 1940-х до середины 1960-х годов. Тем временем Блумквист исследует фотографии, предоставленные Хенриком, на параде в Хёдестаде, на котором присутствовала Харриет в день исчезновения. На одном снимке заметно, что кто-то её напугал. Благодаря фотографиям молодожёнов, бывших на том же параде, Блумквист обнаруживает того, кто так напугал Харриет, — это неизвестный в синей школьной форме. Параллельно Лисбет обнаруживает, что у всех убитых женщин были библейские (еврейские) имена. Подозрение падает на членов семьи Вангеров, которые были нацистами. По ходу работы Лисбет соблазняет Блумквиста, и после его недолгого сопротивления они становятся любовниками.
Микаэль узнаёт у Харальда Вангера, брата Хенрика, бывшего нациста, что неизвестный на фото — Мартин Вангер, брат Харриет. Саландер обнаруживает в архивах Хёдестада, что Готфрид, покойный отец Харриет и Мартина, был в командировке в каждом городе, где совершались убийства. Однако последнее убийство произошло в 1967 году, спустя два года после смерти Готфрида, что говорит о том, что его совершил кто-то другой. Вскоре она обнаруживает, что последняя жертва училась в университете Упсалы, где учился сам Мартин. Найдя совместное фото Хенрика и Мартина в одном из городов, где было совершено убийство, Лисбет понимает, что сын пошёл по стопам отца.
Блумквист одержим идеей найти доказательства в доме Мартина, но Мартин обо всем догадывается и усыпляет зашедшего к нему Микаэля. Блумквист просыпается закованным в кандалы и подвешенным на канате. Мартин откровенно хвастается изнасилованиями, пытками и убийствами десятков женщин в течение нескольких лет, к чему его приучил отец, но отрицает убийство своей сестры. Мартин обещает убить Блумквиста и надевает ему на голову полиэтиленовый мешок. Но вовремя все понявшая Лисбет врывается в подвал и ударом клюшки для гольфа разбивает Мартину голову и сбивает его с ног. Пока Саландер освобождает Блумквиста, Мартин приходит в себя и пытается спастись бегством на машине. Лисбет хватает оставленный Мартином пистолет и бросается в погоню за ним на своём мотоцикле. Автомобиль Мартина на большой скорости попадает в аварию. Саландер приближается к месту аварии, но перевернувшаяся машина взрывается, и Мартин погибает в огне.
Микаэль предполагает, что Харриет может быть ещё жива. Блумквист и Саландер летят в Лондон, взламывают компьютер Аниты Вангер и прослушивают её телефон, надеясь, что она свяжется с Харриет после сообщения от Блумквиста о смерти Мартина. Когда Анита не делает попыток связаться с Харриет, Блумквист делает вывод, что Анита Вангер на самом деле Харриет, живущая под прикрытием сходства с Анитой, чтобы скрыться от Мартина. Блумквист рассказывает Аните/Харриет свои подозрения. Харриет признаётся, что её отец Готфрид регулярно насиловал её в течение многих лет, и она, в конце концов, убила его ударом весла по голове, а Мартин застал её на месте преступления. Мартин также неоднократно насиловал её, пока Хенрик не отправил его на учёбу в Упсалу. Когда Мартин вернулся в день парада, Харриет бежала из Швеции с помощью Аниты, испугавшись повторения насилия. С этого момента стало две Аниты Вангер, пока настоящая Анита и её муж не погибли в автокатастрофе, оставив это имя для Харриет. Харриет отправляла прессованные цветы Хенрику каждый год как подсказки, что она жива. Наконец, после смерти брата Харриет возвращается в Швецию и встречается с дядей Хенриком.
Как и было обещано, Хенрик даёт Блумквисту информацию о Веннерстрёме, но Блумквист взбешён, что информация является слишком старой, чтобы использовать её в суде, так как истёк срок исковой давности, да и обвинения не слишком серьёзные. Тогда Саландер взламывает компьютер Веннерстрёма. Она находит компромат, связанный с незаконной торговлей оружием и наркотиками. Новая статья Блумквиста возрождает «Миллениум» и уничтожает Веннерстрёма.
Саландер взламывает многочисленные банковские счета Веннерстрёма и с помощью хитроумной комбинации похищает у него многомиллионную сумму денег. Веннерстрёма в конечном итоге находят в Испании убитым при загадочных обстоятельствах. По возвращении в Стокгольм Саландер посещает своего старого опекуна, Палмгрена, который после инсульта потерял способность говорить и оказался прикованным к инвалидному креслу. Она говорит ему, что нашла друга, которого он бы одобрил, а сама она счастлива. Лисбет покупает Микаэлю дорогую кожаную куртку в качестве рождественского подарка. Она приезжает к нему, чтобы вручить подарок, но замечает, как счастливые Блумквист и Бергер прогуливаются вместе. Понимая, что всерьёз не нужна Блумквисту, Лисбет бросает куртку в ближайший мусорный контейнер и едет прочь по улицам Стокгольма.

## В ролях
- Дэниел Крэйг — Микаэль Блумквист
- Руни Мара — Лисбет Саландер
- Кристофер Пламмер[6] — Хенрик Вангер
- Стеллан Скарсгард[7] — Мартин Вангер
- Робин Райт — Эрика Бергер
- Стивен Беркофф — Дирк Фруде
- Джеральдин Джеймс — Сесилия Вангер
- Джоэли Ричардсон — Анита Вангер / Харриет Вангер
- Юэль Киннаман — Кристер Мальм
- Йорик ван Вагенинген — Нильс Бьюрман
- Дональд Самптер — Густав Морель
- Горан Вишнич — Драган Арманский
- Муа Гарпендаль (англ. Moa Garpendal) — Харриет Вангер
- Джулиан Сэндс — молодой Хенрик Вангер
- Давид Денсик — молодой Морель
- Густаф Хаммарстен — молодой Харальд
- Юсефин Асплунд — Пернилла Блумквист, дочь Микаэля
- Эмбет Дэвидц — Анника Блумквист Джаннини
- Алан Дэйл — инспектор Исакссон
- Элоди Юнг — Мириам Ву
- Кристин Адамс — барбадосский телерепортер

## Создание
Незадолго до создания этого фильма была снята шведская картина «Девушка с татуировкой дракона», премьера которой состоялась в 2009 году. В прокате США этот фильм был запущен 19 марта 2010 года.
Продюсер Скотт Рудин утвердил кандидатуру Финчера в качестве режиссёра новой экранизации в апреле 2010 года. Финчер сразу объявил, что лента попадёт в жёсткую прокатную категорию, так как ради привлечения более широкой аудитории он не намерен затушёвывать существенные для книги темы сексуального насилия, инцеста и пыток.
На роль Микаэля Блумквиста первоначально рассматривался Хью Грант. В июле эту роль получил Дэниел Крэйг (при условии, что он сыграет журналиста и в следующих двух фильмах). В августе того же года Руни Мара получила роль Лисбет Саландер. 
Кастинг на роль Лисбет Саландер был осложнён множеством известных кандидатов, таких как Эмили Браунинг, Ева Грин, Энн Хэтэуэй, Скарлетт Йоханссон, Кира Найтли, Дженнифер Лоуренс, Кэри Маллиган, Эллиот Пейдж, Натали Портман, Леа Сейду, Ванесса Хадженс, Софи Лоу, Сара Снук, Кристен Стюарт, Оливия Тирлби, Миа Васиковска, Эмма Уотсон, Эван Рейчел Вуд и Йоланди Фиссер; Лоу, Руни Мара, Сейду и Снук были последними четырьмя кандидатами. Несмотря на шумиху, некоторые в конечном итоге отказались от рассмотрения из-за временных обязательств и низкой оплаты. Мара работала с Финчером в его предыдущем фильме «Социальная сеть». Финчер, хотя и любил юную внешность актрисы, поначалу с трудом подгонял её под асоциальное поведение Саландер, что сильно контрастировало с её предыдущей ролью представительной Эрики Олбрайт. Мара претерпела множество изменений во внешности, чтобы стать Саландер. Ее волосы были окрашены в черный цвет и подстрижены в различные неровные точки, создавая впечатление, что она сама их подстригла. В дополнение к её трансгрессивной внешности, которую Линн Хиршберг из W описала как «смесь наглого панка семидесятых и жуткой готики восьмидесятых с долей соблазнительницы садомазохизма», Мара приняла участие в официальном показе и была снята Финчером в метро Лос-Анджелеса в попытке убедить руководителей Sony Pictures в том, что она является заслуживающим доверия выбором. Следуя плану, утверждённому самим Финчером, Руни Мара за один день сделала пирсинг во всех местах, где это было положено по сценарию (кроме носа и губ), хотя ранее не носила даже серьги.
Съёмки фильма стартовали в сентябре 2010 года в Стокгольме. После трёх недель съёмок Фредрик Баккар покинул пост оператора по личным причинам. Его заменил Джефф Кроненвет, который не раз работал с Финчером в прошлом. В декабре 2010 года съёмочная группа продолжила работу в Цюрихе. После Рождества съёмки проходили в студиях Лос-Анджелеса, потом весенние сцены были досняты в Швеции.

### Музыка
Основная статья The Girl with the Dragon Tattoo (саундтрек)
Резкая и подчас жутковатая музыка Резнора и Росса, способная неслабо беспокоить и щекотать нервы зрителей, использована Финчером для создания убедительной обстановки политической угрозы и нравственного отчаяния.
Саундтрек к фильму был написан Трентом Резнором и Аттикусом Россом, которые за музыку к предыдущей работе Финчера получили «Оскар». В планы Резнора не входило использование в титрах знакомой мелодии; тем не менее Финчер предложил начать картину с кавер-версии классической Immigrant Song группы Led Zeppelin. Вокал на этом треке принадлежит Карен О. В финальных титрах звучит кавер-версия баллады Брайана Ферри Is Your Love Strong Enough, записанная коллективом Резнора и Росса How to Destroy Angels.
Неожиданный выбор мелодии Энии Orinoco Flow в качестве фона для одной из самых жутких сцен фильма обратил на себя внимание рецензентов; один из них назвал это решение режиссёра «близким к гениальности». В общей сложности звуковая дорожка включает 39 композиций.

### Титры
Вводные титры поданы на фоне полуабстрактного ролика, напоминающего заставки к фильмам о Джеймсе Бонде. В качестве музыкального фона использована современная кавер-версия Immigrant Song. Рецензентам эта вводная заставка напомнила музыкальные видеоклипы, которые Финчер снимал на заре своей карьеры для таких исполнителей, как Мадонна и Aerosmith. Режиссёр согласился, что существенная разница с видеоклипами отсутствует: «та же визуальная образность, нарезанная под стать музыке». Столь энергичное и современное начало («кошмарное аморфное видение в жидком монохроме») оттеняет традиционность последующего фильма. По мнению Питера Трэверса (Rolling Stone), это лучшая часть ленты, которая обещает зрителю, пожалуй, слишком многое.

## Прокат и награды
Мировая премьера фильма состоялась 21 декабря 2011 года, в России — 2 января 2012. Фильм на североевропейскую тематику не смог увлечь американских кинозрителей и, несмотря на свой солидный бюджет, так и не приблизился к первой строчке чарта недельных кассовых сборов. В России фильм дебютировал сразу после Нового года и, отчасти вследствие позднего старта, среди новогодних релизов по сборам занял лишь девятое место.
На 69-й церемонии вручения премии «Золотой глобус» фильм был представлен в двух номинациях: «Лучшая женская роль — драма» (Руни Мара) и «Лучшая музыка» (Трент Резнор и Аттикус Росс), но в обеих уступил Мерил Стрип и Людовику Бурсе соответственно. Кроме этого, картина выдвигалась в 5 номинациях на 84-й церемонии вручения премии «Оскар»: лучшая женская роль (Руни Мара), лучшая операторская работа (Джефф Кроненвет), лучший монтаж (единственная статуэтка), лучший звук и лучший звуковой монтаж.

## Награды и номинации
| Премия                              | Категория                       | Номинант                                           | Результат |
| ----------------------------------- | ------------------------------- | -------------------------------------------------- | --------- |
| «Оскар»                             | Лучшая женская роль             | Руни Мара                                          | Номинация |
| «Оскар»                             | Лучшая операторская работа      | Джефф Кроненвет                                    | Номинация |
| «Оскар»                             | Лучший монтаж                   | Энгус Уолл, Кирк Бакстер                           | Победа    |
| «Оскар»                             | Лучший звук                     | Дэвид Паркер, Майкл Семаник, Рен Клайс, Бо Пирссон | Номинация |
| «Оскар»                             | Лучший звуковой монтаж          | Рен Клайс                                          | Номинация |
| «Золотой глобус»                    | Лучшая женская роль — драма     | Руни Мара                                          | Номинация |
| «Золотой глобус»                    | Лучшая музыка к фильму          | Трент Резнор, Аттикус Росс                         | Номинация |
| BAFTA                               | Лучшая музыка к фильму          | Трент Резнор, Аттикус Росс                         | Номинация |
| BAFTA                               | Лучшая операторская работа      | Джефф Кроненвет                                    | Номинация |
| «Выбор критиков»                    | Лучшая музыка к фильму          | Трент Резнор, Аттикус Росс                         | Номинация |
| «Выбор критиков»                    | Лучший монтаж                   | Кирк Бакстер, Энгус Уолл                           | Победа    |
| «Сатурн»                            | Лучший фильм ужасов или триллер |                                                    | Победа    |
| «Сатурн»                            | Лучшая женская роль             | Руни Мара                                          | Номинация |
| Национальный совет кинокритиков США | Прорыв года                     | Руни Мара                                          | Победа    |
| Национальный совет кинокритиков США | Топ 10 лучших фильмов года      |                                                    | Победа    |
| Премия Гильдии режиссёров США       | Лучший режиссёр                 | Дэвид Финчер                                       | Номинация |
| Премия Гильдии продюсеров США       | Лучший фильм                    | Сиан Чаффин, Скотт Рудин                           | Номинация |
| Премия Гильдии сценаристов США      | Лучшая адаптированный сценарий  | Стивен Заиллян                                     | Номинация |

## Критика
Фильм был положительно воспринят мировой кинопрессой. На онлайн-агрегаторе Rotten Tomatoes собрано 190 рецензий, из которых 86 % — положительные. Оценка зрителей на сайте IMDB — 7.8 балла из 10.
«Это мускулистый фильм, снятый с безграничной уверенностью в своих силах», — отозвался на фильм Питер Брэдшоу со страниц газеты The Guardian. Британский киножурнал Sight & Sound опубликовал хвалебную рецензию, в которой выделил новые по сравнению с романом элементы сценария и лаконичную манеру повествования, не позволяющую зрителю перевести дыхание. По мнению Брэдшоу, ключ к успеху фильма — это Руни Мара в роли Лисбет (ранее она была известна в основном по роли подружки Марка Цукерберга, бросившей его в начальной сцене «Социальной сети»). Её искусство перевоплощения восхитило также авторитетного Роджера Эберта и журнал Variety, назвавший игру актрисы «гипнотической и бесстрашной».
В некоторых отзывах недочёты фильма объяснены недостатками книги. Кинообозреватель The New York Times отметил, что на мраморном лице Руни играют и боль, и ярость, и расчёт, но в целом художественные устремления создателей фильма сдерживаются ограничениями, накладываемыми исходным материалом и условностями коммерческого, развлекательного кино: «Слушай внимательно, потому что главный злодей собирается разъяснить все загадки, перед тем как убить тебя!» «Нас встречает классический сюжет в духе Агаты Кристи с островом в качестве запертой комнаты», — вторит ему Роджер Эберт. По мнению Хобермана, в наше время мало кого в состоянии взволновать «скелеты в шкафах» престарелых коллаборационистов.
Отдельные критики посчитали вторую экранизацию книги ненужной и не прибавляющей ничего нового к шведскому оригиналу. По оценке Ричарда Корлисса из журнала Time, это всего лишь «добротно скроенный симулякр», причём его особенно насторожила сцена пытки Микаэля, которой присущ «оттенок благоговейного трепета перед своеобразным величием маньяка-психопата». Э. О. Скотт посчитал, что насилие опекуна над девушкой снято Финчером не без тайной похоти. Обозреватель газеты The A.V. Club отметил присутствие «любовной химии» между героями Крэйга и Мары, в то время как Питер Трэверс из журнала Rolling Stone посетовал как раз на отсутствие оной.
Отрицательно отозвался о фильме Slant Magazine, увидевший здесь «самую элегантную похоронную процессию в истории».
Из российских кинокритиков Роман Волобуев поставил фильму высший балл, похвалив режиссёра за то, что он выпустил «вообще все свойственные Ларссону графоманские подробности». «Безупречно вылизанные финчеровские мизансцены выстреливаются с экрана в безжалостном, почти дискотечном ритме, так что между ними не успеваешь выдыхать», — восхитился он сжатостью повествовательной техники. Лидии Масловой («Коммерсантъ») более интересным для зрителя показался «портрет бесшабашной и непредсказуемой героини», чем приглашение автора книги «поражаться растленным нравам шведского истеблишмента». По её мнению, «поклонники Финчера как умельца нагнетать нездоровую атмосферу» в этот раз «успеют не спеша наесться своего любимого мрачняка с психопатологическим оттенком».
Некоторые критики отметили родство «Девушки» с более ранними фильмами Финчера о противостоянии полицейских иррациональным маньякам («Семь» и «Зодиак»), а также с «Бойцовским клубом». «Саландер — такая же анархистская фантазия, как Тайлер Дёрден», — полагает Волобуев. Хоберман увидел в новом фильме Финчера диалектический синтез двух предыдущих рассказов Финчера о загадочном маньяке-убийце («Зодиак») и о гении хакерского онлайн-пространства («Социальная сеть»).

### Сопоставление со шведским фильмом
«Зачем кому-то понадобилось снимать новый фильм, когда можно посмотреть существующий?» — так отреагировал на известие о финчеровском проекте Нильс Арден Оплев, режиссёр одноимённой шведской ленты, снятой двумя годами ранее. Сценарист американской ленты Стивен Заиллян, в свою очередь, заявил, что сознательно не смотрел шведскую экранизацию.
Практически все пишущие о фильме Финчера так или иначе сравнивают его с предшественником. Лидия Маслова, например, не находит между ними больших отличий. Э. О. Скотту фильм скандинава напомнил «очень длинный пилот детективного телесериала». Sight & Sound похвалил Финчера за проведённую работу над чужими ошибками и демонтаж «затянутой, чересчур сентиментальной и не вяжущейся со всем, что было ранее» концовки шведского фильма. По мнению рецензента этого издания, мизансцены были решены Оплевом на уровне заурядных телефильмов, которые демонстрируются каждую неделю, а повествование было перегружено ненужными подробностями.
Роджера Эберта покоробило, с каким апломбом ведут себя в почти безвыходной ситуации оба главных героя американской версии; шведский фильм в этом плане кажется ему более правдоподобным, его персонажи — более ранимыми. Дж. Хоберман сетует на затянутую нарративную экспозицию обоих фильмов, причём финчеровская версия кажется ему более поджарой, энергичной и стильно срежиссированной. По мнению британской The Guardian, американский фильм в сравнении со скандинавским — глянцевитый, элегантный, примоднённый (sleeker, smoother, sexier). В обоих фильмах после раскрытия всех тайн зрителю приходится последовать за героиней в Швейцарию, и саспенс, прежде шедший строго по восходящей, в этой заключительной части по понятным причинам уходит в песок.

## Основные темы
Как и в «Бойцовском клубе», создателей фильма занимает подвижность традиционных половых ролей в современном обществе. На гипермаскулинную роль детектива выбран исполнитель роли Джеймса Бонда, однако, вопреки традициям бондианы, его по всем параметрам превосходит и даже спасает от смерти девушка. По словам Волобуева, будучи «разжалованным из Бондов в Бонд-гёрл», Крейгу приходится на протяжении всего фильма изображать замешательство. Юрию Гладильщикову показалось, что Крейг с его амплуа мачо здесь персонаж интуитивный, что больше свойственно женщинам, в то время как именно Саландер выступает в традиционно мужской роли — как воплощение жёсткой, несгибаемой логики. Неслучайно именно она инициирует половую близость.
Ряд комментаторов трактует образ Саландер как воплощение электронно-сетевого бунта против патриархальных устоев общества. Согласно Sight & Sound в фильме показано, как от отца к сыну переходят узаконенные пороки, которые при отсутствии вмешательства со стороны перерастают в «ужасающую вседозволенность — что сексуальную, что экономическую». Проявления нестерпимого для женщин устройства общества Саландер встречает не только на острове. Её окружают мужчины беспринципные, коррумпированные, склонные к запугиванию — как, например, её новый опекун.
А. О. Скотт усмотрел в бунте Саландер против общества фрейдистскую подоплёку. Как и Харриет, она — пытающийся найти себя плод семейного насилия. Как и Харриет, она пыталась выйти из заколдованного круга, убив отца. И в этом их отличие от менее зрелого Мартина, который в аналогичной ситуации просто поставил себя на место отца и воспроизвёл все его пороки. Эдиповские законы действуют и в отношении Лисбет. Едва ли случайно то, что она делает шаги к интимному сближению с Микаэлем после того, как он с нежностью рассказывает ей о своей дочери.
С мнением Гладильщикова о том, что «Девушка с татуировкой дракона» — «самое громкое феминистское высказывание в массовой литературе и кино за последние годы», поспорила Лидия Маслова. Поведение Саландер в финале фильма она расценивает как «вполне типичный женский раздосадованный плевок в отместку за обманутую любовь».